# Henri Robert
Pour les articles homonymes, voir Henri-Robert.
Henri Robert, né le 30 septembre 1899 à Grasse et mort le 7 juillet 1987 Mougins, est un parfumeur français. 

## Biographie
Fils de Joseph Robert, un parfumeur qui conçut le procédé d'extraction par solvants volatils et travaillait dans l'entreprise de parfumerie des frères Massignon, Henri Robert naît à Grasse (Alpes-Maritimes) en 1899. Dès son plus jeune âge, il évolue dans le milieu de la parfumerie et sa famille lui explique les rudiments du métier,.
En 1918, alors qu'il prépare son entrée à l'École centrale des arts et manufactures dont il sortira diplômé en 1922, il reçoit son ordre de mobilisation pour servir dans l'armée. Revenu à Grasse, trois ans plus tard, il décide de travailler dans l'industrie du parfum et entre en tant qu'apprenti parfumeur chimiste aux Établissements Chiris. Il y apprend tout ce qui concerne la création, la fabrication et la production des parfums et y fait la connaissance de Henri Alméras, nez de Jean Patou. En 1921, il rencontre également Ernest Beaux en se rendant dans le laboratoire Rallet,.  
Attiré par la création pure, il se rend à Paris en 1924 pour développer ses talents de créateur dans les grandes maisons de parfum franciliennes, telle Arys, puis Fould-Springer. De 1926 à 1933, il exerce une carrière de chimiste parfumeur chez D'Orsay. Puis, il se rend dans une usine de savonnerie et cosmétique pour développer ses compétences. 
Lorsque la Seconde Guerre mondiale survient, il est à nouveau mobilisé et doit interrompre sa carrière jusqu'en 1941, date à laquelle il quitte la France pour les États-Unis où il entre chez Coty en tant que créateur de parfums. L'année suivante, il obtient son premier grand succès avec Muguet des bois. En 1945, il quitte la maison Coty pour devenir parfumeur consultant. Son neveu, Guy Robert, devient son élève. 
De retour en France en 1952, il est embauché par Les Parfums Chanel pour succéder à Ernest Beaux. Henri Robert travaille alors avec Constantin Weriguine, l'ancien assistant d'Ernest Beaux.  Il crée Pour Monsieur en 1955 et surtout No 19 en 1970. Il devient Chevalier de la Légion d'honneur en 1964 puis reçoit le prix Giuliana-Brambilla des établissements Laserson & Sabetay en 1973. En 1977, il recrute le tout jeune François Demachy.

## Créations notables
- Muguet des bois pour François Coty, en 1942[2].
- Pour Monsieur pour Chanel, en 1955[2].
- No 19 pour Chanel, en 1970[2].
- Cristalle pour Chanel, en 1974[7]
- Premier muguet pour Bourjois, en 1955[4].
- Glamour pour Bourjois[4].
- Ramage pour Bourjois[4].
- Masculin pour Bourjois[4].